# Guardapuente

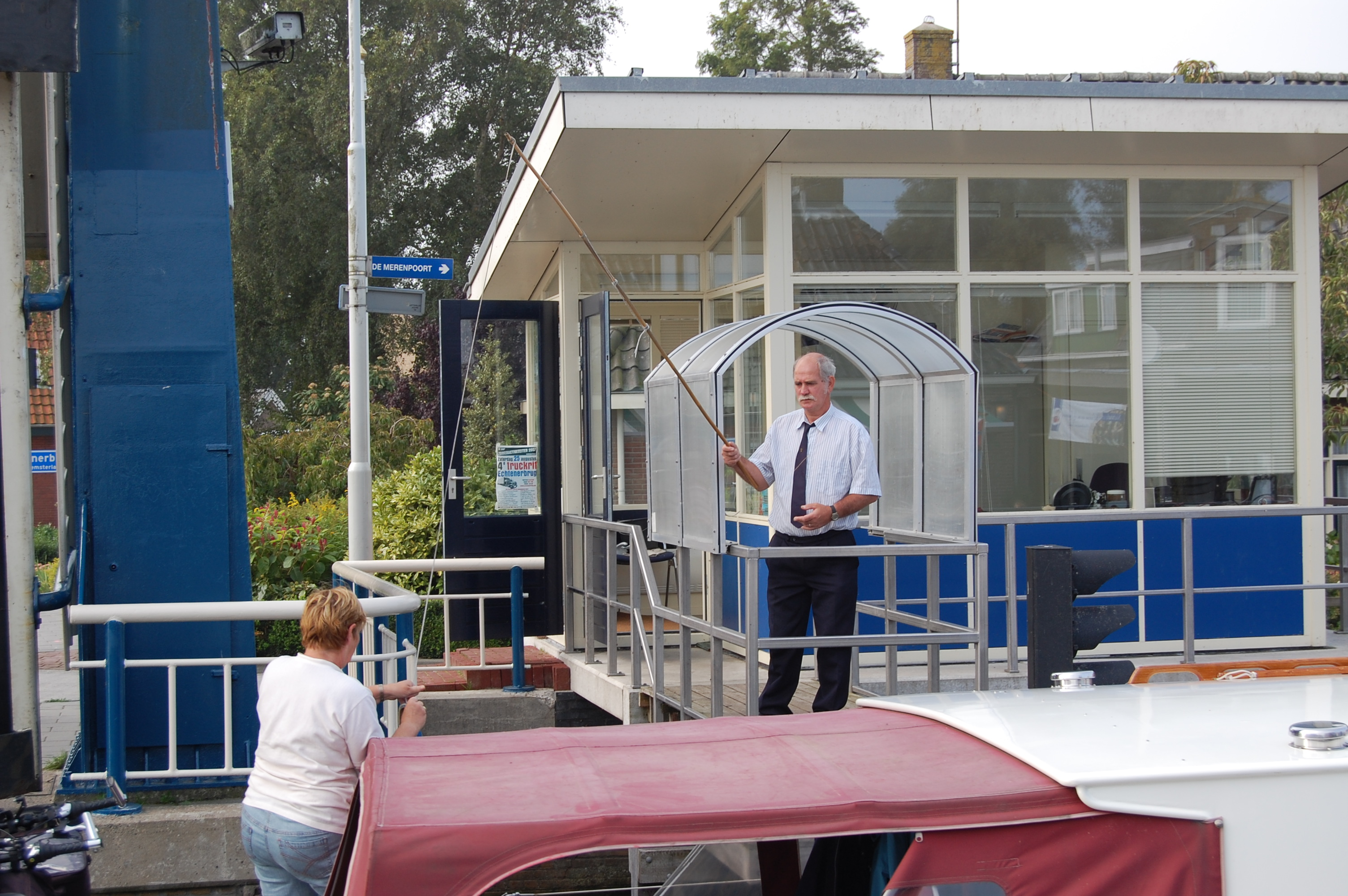
Puerto del río Guardapuente

Un guardapuente era el empleado destinado a la custodia de un puente en las vías de comunicación cuando ya por su tamaño, situación, naturaleza de su construcción u otras circunstancias locales necesitaba de mayor vigilancia.
Entre las funciones del guardapuente figuraban:
- cuidar de que se cumplieran los reglamentos y otras disposiciones relativas al tránsito de esta clase de obras.
- observar los movimientos, desperfectos o deterioros que sufrieran en las grandes avenidas o por cualquier otra causa.
- en los puentes metálicos, examinar si saltaba algún tornillo, tuerca o roblón
- observar si se presentaba flexión o indicios de rotura en algunos de sus elementos
- observar si se notaba al paso de las cargas movimiento brusco, sacudida o crujido[1]